# Literatura afro-brasileira
A Literatura afro-brasileira e literatura negra conhecidas (mas em construção)  como uma parte da literatura brasileira que se destacam por conter edições de livros temáticos que descrevem, reafirmam e tentam resgatar os ideais e costumes afro-brasileiros e dos negros.
São na maioria livros de sociologia, antropologia, arqueologia, religião, história, romances e ensaios focados no tema das religiões afro-brasileiras, escravatura, imigração no Brasil escritos por estrangeiros e brasileiros que resolveram pesquisar à fundo a diáspora africana no Brasil, todas as religiões do Brasil com influência africana, bem como a cultura afro-brasileira distinta da maioria dos brasileiros, suas comunidades, resgate da história, modo de vida, senso, saúde, escolaridade e inclusão social. 